# Georges Lerminier
 (mars 2012).
Si vous disposez d'ouvrages ou d'articles de référence ou si vous connaissez des sites web de qualité traitant du thème abordé ici, merci de compléter l'article en donnant les références utiles à sa vérifiabilité et en les liant à la section « Notes et références ».
Georges Lerminier, né le 23 avril 1915 à Orléans et mort le 7 avril 1978 à Boulogne-Billancourt, est un critique de théâtre, metteur en scène et enseignant français.
Il exerce également la fonction d'inspecteur général des spectacles.

## Biographie
Georges Lerminier est professeur débutant en langues classiques quand il se met à diriger le théâtre des Aspis où il monte notamment des œuvres d'André Obey et de Paul Claudel.
Après la Libération de la France à la fin de Seconde Guerre mondiale, il devient critique des variétés pour le journal L'Aube avant de prendre, en 1947, la direction des conférences à l'étranger de l’Alliance française. Il y fonde les Lundis dramatiques puis exerce la fonction de collaborateur au journal Parisien libéré et à la Gazette de Lausanne.
Président du syndicat de la critique dramatique puis membre ou président des comités de lecture de la radiodiffusion ou de la télévision, il s'emploie à établir des liens entre le théâtre et le public de l'audio-visuel.
Il meurt en 1978.

## Hommage
Le prix Georges-Lerminier est décerné par le Syndicat de la critique au meilleur spectacle créé en région.